# Dinosay
dinosay — це консольна програма, яка виводить ASCII-зображення динозаврів із повідомленням, заданим користувачем. Повідомлення виводяться у вигляді мовної або думкової хмарки, а обраного динозавра можна вказати за допомогою шаблонних файлів .dino. Програма написана мовою Python і працює на Unix-подібних системах та в терміналах Windows.
Кожен шаблон динозавра має змінні для очей і язика, що дозволяє задавати емоції за допомогою опцій командного рядка. У комплект входять декілька шаблонів, серед яких trex, bronto, raptor, stego та інші.

## Приклади
Простий приклад використання dinosay:
```
$ 
echo
 
"Рик означає 'Я тебе люблю' на мові динозаврів."
 
|
 
dinosay

 ________________________________________

/ Рик означає 'Я тебе люблю' на мові динозаврів. \

 ----------------------------------------

        \   __

         \ / _)

     .-^^^-/ /

  __/       /

 <__.|_|-|_|

    (oo)   U

```

Використання опції -f для вибору іншого динозавра:
```
$ 
echo
 
"Вимирання тимчасове. Легенди — вічні."
 
|
 
dinosay
 
-f
 
bronto
 
-t

 ___________________________________________

( Вимирання тимчасове. Легенди — вічні. )

 -------------------------------------------

         \

          \               .-=-==--==--.

           \            ..-=="  ,'o`)      `.

            \       ,'         `"'         \

             \     :  (                     `.__...._

              \    \  `._  ___              |       `-.

                   \    ||._-._/___________|__________\

                    \   || || ||___________|

                     \  || || ||

                      `-' `-' `-'

                         (..)   U

```

Приклад із шаблоном raptor, натхненним Tux (талісманом Linux):
```
$ 
echo
 
"Linux у мене в крові."
 
|
 
dinosay
 
-f
 
raptor

 _______________________________________

/ Linux у мене в крові.                \

 ---------------------------------------

   \

    \

        .--.

       |oo |

       |:_/ |

      //   \ \

     (|     | )

    /'\_   _/`\

    \___)=(___/

```

Список доступних шаблонів:
```
$ 
dinosay
 
-l

Шаблони динозаврів у /usr/share/dinosay/ascii:

trex bronto raptor stego triceratops ptero alienrex ghostdino

```

## Опції
| Параметр       | Призначення                                                   |
| -------------- | ------------------------------------------------------------- |
| -n             | Вимикає перенесення слів, дозволяючи дуже довгі повідомлення. |
| -W             | Задає ширину хмарки (за замовчуванням 40 символів).           |
| -t             | Виводить думкову хмарку замість мовної.                       |
| -f dino        | Обирає шаблон .dino для виводу.                               |
| -l             | Перераховує доступні шаблони динозаврів.                      |
| -e рядок_очей  | Встановлює символи очей вручну (наприклад -e ^^).             |
| -T рядок_язика | Встановлює символи язика вручну (наприклад -T U).             |
| -b             | «Borg-режим» — очі: ==.                                       |
| -d             | «Dead-режим» — очі: XX, язик: U.                              |
| -g             | «Greedy-режим» — очі: $$.                                     |
| -p             | «Paranoid-режим» — очі: @@.                                   |
| -s             | «Stoned-режим» — очі: **, язик: U.                            |
| -w             | «Wired-режим» — очі: OO.                                      |
| -y             | «Youth-режим» — очі: ...                                      |